# Гатри, Скотт
Скотт Гатри (англ. Scott Guthrie, р. 1975) — вице-президент подразделения разработки корпорации Microsoft. Возглавлял команды разработчиков, работавших над ASP.NET, Common Language Runtime (CLR), Core .NET Base Class Library, Silverlight, Windows Forms, WPF, Internet Information Services 7.5, Commerce Server, .NET Compact Framework, Visual Web Developer и Visual Studio Tools для WPF. Наиболее известен по своей работе над технологией ASP.NET, которую он и его коллега Марк Андерс разработали во время работы в Microsoft. Часто выступает на презентациях (как правило, в красном свитере).
Получил учёную степень в Университете Дьюка.
Весной 2018 года компания Microsoft объявила о масштабной за последние годы реорганизации, вследствие чего в компании появилось два крупных подразделения Experiences & Devices. Скотт Гатри, руководящий Azure, станет главой подразделения Cloud + AI Platform